# 残酷な怪物
『残酷な怪物』（ざんこくなかいぶつ 、原題：괴물들　Wretches）は、2018年の韓国映画。

韓国で実際に起きた「除草剤飲料水事件」を元に描かれた問題作。

## ストーリー
高校生のジェヨン（イ・ウォングン）は、校内1の不良・ヨンギュ（オ・スンフン）によくいじめられていた。しかしヨンギュがある事故で入院したことを機に、フン（イ・イギョン）が我こそはとリーダー面をするように…。ジェヨンはヨンギュと別れさえすれば暴力から逃れられると思っていたが、卑怯なフンからさらに下劣ないじめを受けることとなる。さらにフンは、ヨンギュのせいで話すことができなかった片思いの相手・ボギョン（パク・ギュヨン）に接近できるようジェヨンを利用する。しかしボギョンは、なんとジェヨンの友人・イェリ（パク・ギュヨン）と瓜二つであった。ジェヨンは無垢に愛を信じているイェリを守りたいと思っていたが、フンからのいじめから逃れるために、最悪の展開に足を踏み入れてしまうのだった…。

## キャスト
- イ・ウォングン
- イ・イギョン
- パク・ギュヨン
- オ・スンフン
- キム・ジョンフン
- チェ・サンウ
- キム・ソンギュン
- チュ・グィジョン
- キム・ホジョン